# Shu Aiello
Pour les articles homonymes, voir Aiello.
Shu Aiello est une réalisatrice et directrice de production française d'origine italienne.

## Biographie
De double culture, française et italienne, Shu Aiello est d'origine calabraise. Son histoire familiale s'ancre dans la migration italienne en France, et se poursuit par la rencontre avec des territoires d'Outremer et de la colonisation française. Son travail de documentariste est centré sur les problématiques de société et d'identité en lien avec l'histoire coloniale française. Elle développe un travail personnel sur les questions de l'exil et de la migration par des créations dans le domaine du cinéma.

## Réalisations
Elle scénariste et réalise des films documentaires. Elle a travaillé pour 13 productions (Marseille). Elle a collaboré avec différents réalisateurs dont Abraham Ségal, Francois Marthouret, Jacques Rozier, Jean-Louis Comolli, Paul Carpita, Sam Garbarski, et le réalisateur ukrainien Iossif Pasternak.
Un paese di Calabria (Un village en Calabre) co réalisé avec Catherine Catella, est un documentaire sur la commune de Riace en Calabre. Ce petit village endormi se transforme avec l'arrivée et l'accueil de deux cents réfugiés kurdes. Les commerces et l'école ré-ouvrent. Ce documentaire est en partie bati à partir de l'origine calabraise de Shu Aiello et Catherine Catella, et présente un double regard: une mise en perspectives des migrations antérieures des familles italiennes et des migrations actuelles, ainsi qu'une volonté de présenter de façon différente les questions de migrations.
La Mutation du crabe de cocotier documente la construction du dialogue et d'une identité propre à la Nouvelle Calédonie. Au travers de cette image du crabe qui mue plusieurs fois dans sa vie, tout en restant lui même, ce film partage l'interrogation des Kanak, sur la capacité de métamorphose et d'adaptation au changement, mais sans renier sa propre culture. Ce documentaire interroge aussi la position des européens, anciens colons et enfants du bagne.
8 Cinéastes et un papillon partage l'expérience de huit cinéastes, d'origines et de pays différents, se rencontrant et partageant trois semaines de vie en Guadeloupe, pour une réponse à un appel à projets. Ils se trouvent percutés par la force de l'île «papillon» et un moment historique de grève générale portée par le collectif Lyannaj Kont Profitasyon.
Leoforio (Le Bus)coréalisé avec Catherine Catella, met la lumière sur une coopérative de transports publics, qui assure depuis 1952 la desserte des villages du pays. Au travers des trajets quotidiens et des assemblées générales, le documentaire partage la vie de cette entreprise basée sur un modele coopératif, s'organisant pour survivre.

## Filmographie
- 2024 : Un paese di resistenza documentaire, coréalisé avec Catherine Catella,
- 2019 : Leoforio[17], documentaire, coréalisé avec Catherine Catella, coproduction Cinéphage productions (FR), Blonde Production (Grèce), les Productions JMH (Suisse)
- 2014 : Un paese di Calabria[18], long métrage documentaire, 90 min, coréalisé avec Catherine Catella - coproduction Tita Productions (FR), Marmita Films (FR), les Productions JMH (Suisse), Bo Film (Italie)
- 2014 : Chimères de Port au Prince, Documentaire - 52 min - Tita Productions France O
- 2014, 2012 : Le Thoronet, séries documentaires sur l'architecture - J12 - France 3 - Synaps productionsMarseille joliette sou aiello
- 2011 : Mutation du crabe de cocotier[19], documentaire, 52 min - Tita Productions, coproduction France Télévision
- 2009 : 8 cinéastes et un papillon, documentaire, 52 min - Tita Productions, coproduction France Télévision
- 2007 : Vers l'autre rive, le monde arabe, collection 13 × 13 min, - coréalisé avec Jean Luis Porte, 13 prods, La Cinquième[20]

## Récompenses et nominations
- Un paese di Calabria : Vision du Réel 2016, Bologne 2016, Festival international Munich 2016, Olhares do Mediterraneo 2017, bourse brouillon d'un rêve de la Scam